# Liu Chunhong
Liu Chunhong (en xinès simplificat: 刘春红; xinès tradicional: 劉春紅; pinyin: Liú Chūnhóng) (Yantai, República Popular de la Xina 1983) és una aixecadora xinesa, guanyadora de dues medalles olímpiques.

## Biografia
Va néixer el 29 de gener de 1983 a la ciutat de Yantai, població situada a la província de Shandong (República Popular de la Xina).

## Carrera esportiva
Va guanyar els Jocs Asiàtics de 2002 en la modalitat de pes pesant lleuger (-69 kg.), en la qual va establir un triple rècord mundial d'halterofilia a l'aixecar 263,5 kg. totals, 115,5 kg. en arrencada i 148 kg. en dos temps. Va participar, als 21 anys, en els Jocs Olímpics d'Estiu de 2004 realitzats a Atenes (Grècia), on va aconseguir guanyar la medalla d'or en la prova femenina d'halterofília de pes pesant lleguer (-69 kg.), un metall que va repetir en els Jocs Olímpics d'Estiu de 2008 realitzats a Pequín (República Popular de la Xina).
Al llarg de la seva carrera ha guanyat tres medalles en el Campionat del Món d'halterofília, dues d'elles d'or, i dues medalles als Jocs Asiàtics, ambdues d'or.